# Zámek v oblacích
Zámek v oblacích, původním názvem Hauru no ugoku širo (japonsky ハウルの動く城) je japonský animovaný dobrodružný film, který režíroval Hajao Mijazaki v produkci studia Ghibli. Film vychází z románu Diany Wynne Jonesové Howl's Moving Castle a měl premiéru na Benátském filmovém festivalu 5. září 2004. Příběh dívky Sophie a mladého čaroděje Howla vypráví o lidské svobodě a síle lásky, objevují se v něm také antiválečné prvky.
Film získal řadu ocenění, byl nominován na Zlatého lva a nyní je nominován na Oscara za nejlepší celovečerní animovaný film (podobně jako jiný Mijazakiho film, Cesta do fantazie).
Film byl v Česku distribuován na DVD 14. dubna 2008 pod trochu zmateným názvem Zámek v oblacích (správný překlad je „Howlův kráčející hrad“), který patrně odkazuje na starší Mijazakiho film z roku 1986 Laputa: Zámek v oblacích. Oficiální anglický název je Howl's Moving Castle. Japonský název místo Howl uvádí kvůli snazší japonské výslovnosti Hauru. (znamená stejně jako v angličnině vytí)